# سوپرمارین تایپ ۲۲۴
سوپرمارین تایپ ۲۲۴ (به انگلیسی: Supermarine_Type_224) یک هواگرد ملخ‌پیشین تک‌موتوره از نوع جنگنده ساخت شرکت Supermarine است. هواگرد سوپرمارین تایپ ۲۲۴ نخستین پروازش را در ۱۹ فوریه ۱۹۳۴ میلادی انجام داد. در مجموع، تعداد ۱ فروند از این هواگرد ساخته شده‌است.
طراح این هواگرد، R. J. Mitchell بود.